# Iset (vương hậu)
Iset (hay Isis) là một vương hậu sống vào thời kỳ Vương triều thứ 18 trong lịch sử Ai Cập cổ đại, được đặt theo tên của nữ thần Isis. Bà có lẽ được an táng ở đâu đó tại Thebes.

## Tiểu sử
Iset là một thứ phi của pharaon Thutmose II. Bà đã sinh ra pharaon Thutmose III, người con trai duy nhất của Thutmose II. Tên của Iset được nhắc đến trên những cuộn vải lanh quấn xác ướp của Thutmose III.
Sau khi Thutmose II qua đời, Hatshepsut, với tư cách là Chánh cung Vương hậu của Thutmose II và mang trong mình dòng máu vương thất, đã đồng cai trị với Thutmose III (cũng là cháu gọi Hatshepsut bằng cô) trong suốt 22 năm đầu của ông, trở thành Nữ vương quyền lực bậc nhất của Ai Cập.

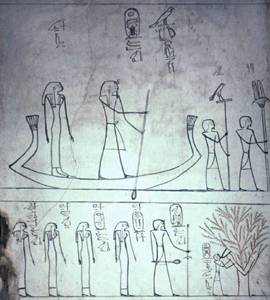
Phù điêu trên tường mộ KV34 của Thutmose III. Iset là người đứng trên thuyền.

Sau khi Hatshepsut qua đời, Thutmose III mới chính thức trở thành một pharaon cai trị độc lập. Vào thời điểm đó, thứ phi Iset được tôn phong danh hiệu là "Mẹ của Vua" bởi Thutmose III, và bà cũng có thể được phong tặng danh hiệu "Người vợ Vĩ đại của Pharaon" dù không phải là chánh thất của Thutmose II.
Iset đã được nhắc đến khá nhiều trong lăng mộ KV34 của Thutmose III. Một bức phù điêu trên tường mộ (xem hình) cho thấy, Iset đang đứng trên một con thuyền được chèo bởi chính con trai của bà là Thutmose III. Những người phụ nữ đứng bên dưới là các bà vợ (Merytre-Hatshepsut, Satiah và Nebtu) và con gái (Nefertari) của Thutmose III. Ở góc phải dưới là cảnh Thutmose III lúc nhỏ đang bú mẹ, mà Iset hiện thân dưới hình dạng một cái cây.
Một bức tượng bằng đá granit đen (lớp vàng lá phủ ngoài đã mất gần hết), cao khoảng 98,5 cm của thái hậu Iset dược tìm thấy tại Karnak, đang được lưu giữ tại Bảo tàng Cairo, là một món quà mà Thutmose III dâng tặng cho mẹ mình. Bà được mô tả là đang ngồi trên ngai, đầu đội một bộ tóc giả với những lọn tóc dặc trưng dành cho phụ nữ, bên trên là một vương miện có gắn biểu tượng uraeus. Bà mặc một chiếc váy bó sát thân, cổ đeo vòng usekh. Tay trái của bà cầm một nhánh hoa súng. Ở phía trước của ngai có khắc những dòng chữ ca ngợi Iset và cho biết, Thutmose III đã tặng cho bà bức tượng này.